# Coevorden-Piccardiekanaal
Het Coevorden-Piccardiekanaal (ook Kanaal Coevorden-Alte Picardie) verbindt het Duitse Zuid-Noordkanaal bij Georgsdorf met het Nederlandse Stieltjeskanaal bij Coevorden. Het kanaal dat oorspronkelijk werd aangelegd voor de scheepvaart is sinds 1965 alleen nog een afwateringskanaal.
Langs dit kanaal (nabij Emlichheim en Neugnadenfeld) is een deel van het kunstwegen-project, met werken van beeldende kunstenaars gerealiseerd. Dit project is een grensoverschrijdend project voor beeldende kunst langs de Vecht van het Duitse Nordhorn naar het Nederlandse Zwolle.